# 4203 Brucato
4203 Brucato eller 1985 FD3 är en asteroid i huvudbältet som upptäcktes den 26 mars 1985 av den amerikanska astronomen Carolyn S. Shoemaker vid Palomar-observatoriet. Den är uppkallad efter den amerikanske astronomen Robert J. Brucato.
Asteroiden har en diameter på ungefär 17 kilometer och den tillhör asteroidgruppen Brucato.